# Nationalparker i Island
Der er tre nationalparker i Island. Før 2008 var der fire nationalparker i Island, det år blev Jökulsárgljúfur og Skaftafell lagt sammen og indlemmet i Nationalparken Vatnajökull. Vatnajökull Nationalpark er Europas største nationalpark.

## Nationalparker
| Nationalpark               | Åbnet | Areal i km² | Landsdel          | Billede                                      |
| -------------------------- | ----- | ----------- | ----------------- | -------------------------------------------- |
| Snæfellsjökull             | 2001  | 170         | Vestisland        |                                              |
| Þingvellir                 | 1928  |             | Sydvestisland     |                                              |
| Nationalparken Vatnajökull | 2008  | 13.600      | Sydøstlige Island | Skaftafell er en del af den nye nationalpark |

## Eksterne links
- Wikimedia Commons har flere filer relateret til Nationalparker i Island